# Eunice leptocirrus
Eunice leptocirrus är en ringmaskart som beskrevs av Grube 1870. Eunice leptocirrus ingår i släktet Eunice och familjen Eunicidae. Inga underarter finns listade i Catalogue of Life.